# Северодонецкий химик
«Северодоне́цкий хи́мик» (укр. Сєвєродонецький хімік) — Сєвєродонецька міська газета. 
Виходить з 1 січня 1961 року один раз на тиждень. Реєстраційне свідоцтво ЛГ № 891-12 ПР від 26 травня 2006 року. Газета розповідає про події пов'язані з Сєвєродонецьким об'єднанням «Азот».